# 鳴門町
鳴門町（なるとちょう）は、かつて徳島県にあった町。現在の鳴門市鳴門町（高島・三ツ石・土佐泊浦）。

## 地理
- 島嶼:大毛島

## 沿革
- 1889年（明治22年）10月1日 - 町村制施行により、板野郡高島村、三ツ石村、土佐泊浦が合併し、鳴門村が発足。
- 1940年（昭和15年）4月1日 - 町制施行し鳴門町となる。
- 1947年（昭和22年）3月15日 - 板野郡撫養町、瀬戸町、里浦村と合併し、鳴南市が発足。同日鳴門町廃止。

## 観光
- 鳴門の根上りマツ